# Sleepless (chanson)
Pour les articles homonymes, voir Sleepless.
Singles de King Crimson
Three of a Perfect Pair
(1984) VROOOM
(1994)
Sleepless est la troisième chanson de l'album Three of a Perfect Pair, du groupe King Crimson, et a donné son nom à un single, paru en 1984. Elle est célèbre pour son ouverture sur un slap de Tony Levin, qui crée ce rythme très proche d'une pulsation.
Elle a été mixée par de nombreux artistes, et certains de ces mix apparaissent sur les différents singles sortis. Toutes les versions publiées sur ces singles ont été ressorties en tant que titres bonus sur la réédition de l'album Three of a Perfect Pair, en 2001.

## Titres

### Version 7 pouces
1. Sleepless  (Album Mix) (Belew, Bruford, Fripp, Levin) - 5:24
2. Nuages (That Wich Passes, Passes Like Clouds) (Belew, Bruford, Fripp, Levin) - 4:47

### Version 12 poucesR-U
1. Sleepless (Dance mix - François Kevorkian) (Belew, Bruford, Fripp, Levin) - 6:18
2. Sleepless (Tony Levin mix) (Belew, Bruford, Fripp, Levin) - 7:27
3. Sleepless (Bob Clearmountain mix) (Belew, Bruford, Fripp, Levin) - 5:25

### Version 12 poucesUSA
1. Sleepless (Dance mix - François Kerkovian) (Belew, Bruford, Fripp, Levin) - 6:18
2. Sleepless (Tony Levin mix) (Belew, Bruford, Fripp, Levin) - 7:27

## Musiciens
- Robert Fripp : guitare
- Adrian Belew : guitare, chant
- Tony Levin : basse, Chapman Stick, synthétiseur, chant
- Bill Bruford : batterie